# Елді Янг
Е́лді Де́вон Янг (англ. Eldee Devon Young); 7 січня 1936, Чикаго, Іллінойс — 12 лютого 2007, Бангкок, Таїланд) — американський джазовий контрабасист і віолончеліст. Працював з Рамсі Льюїсом, Джо Вільямсом і Джо Тернером.

## Біографія
Народився 7 січня 1936 року в Чикаго, штат Іллінойс. Його батько грав на мандоліні. Вчився грати на гітарі у свого брата, потім на контрабасі в школі та Американській музичній консерваторії в Чикаго.
Грав з Кінгом Колаксом (1951), Чаком Віллісом (1954), та в середині 1950-х років з іншими блюзовими та ритм-енд-блюзовими співаками, включаючи Джо Тернера, Ті-Боун Вокера та Джо Вільямса. Грав на контрабасі і віолончелі в тріо Рамсі Льюїса (1956—66). Також записувався з Лорес Александрією (1957), Джеймсом Муді (1959). У 1962 році випустив свій єдиний сольний альбом, Just for Kicks, на лейблі Argo. У 1966 році Янг і ударник Ред Голт залишили Льюїса та створили ансамбль «Young-Holt Unlimited». В цьому гурті Янг грав на контрабасі та електричній бас-гітарі.
Помер 12 лютого 2007 року в Бангкоці, Таїланд від серцевого нападу.

## Дискографія
- Just for Kicks (Argo, 1962)